# Puzzle de Pon!
Puzzle de Pon! (パズルdeポン!?, Pazuru de Pon!) è un videogioco arcade rompicapo sviluppato da Visco (su licenza di Taito), pubblicato da SNK per la scheda hardware Neo Geo nel 1995.
Il nome deriva dal suono dello scoppio delle bolle in Bubble Bobble, dove una piccola animazione onomatopeica mostra la scritta "Pon!" dopo che una bolla viene scoppiata.

## Modalità di gioco
Il gameplay di Puzzle de Pon! riprende del tutto quello utilizzato nella serie Puzzle Bobble della Taito. Qui però, sul campo di gioco rettangolare sono disposte bolle colorate con una figura (diversa in ogni livello) incastrata tra esse. Per il giocatore lo scopo è semplicemente liberare tale figura facendole scoppiare, e una volta fatto prosegue ai successivi.
Lo stesso campo sulla sua parte superiore non monta del tetto che man mano scende con il passare dei lanci. I secondi di tempo a disposizione sul timer sono 120, rappresentati dalla lancetta visualizzata sul lato sinistro dell'interfaccia; il punteggio bonus di completamento non è ottenibile durante gli ultimi 30 secondi rimasti.
Il titolo prevede in totale 117 livelli, ovvero 39 suddivisi in gruppi di tre stage; nel terzo di questi ultimi vi è presente uno dei segni dello Zodiaco (l'ultimo è il simbolo solare). Dopo avere superato il livello finale viene affermato che il personaggio protagonista diventa il Dio del Sole, infatti lo si mostra cavalcare il Carro del Sole nel cielo.

## Sequel
Visco nel 1997 fece uscire un unico seguito intitolato Puzzle de Pon! R (パズルdeポン!R?, Pazuru de Pon! R), sempre per Neo Geo e con la licenza di Taito. Le meccaniche e la giocabilità rimangono pressoché invariati, ma tuttavia, gli schemi dei livelli (uguali nel loro numero) sono più complessi rispetto al predecessore.